# Då i striden trötthet når ditt hjärta
Då i striden trötthet når ditt hjärta är en andlig sång från 1886 med text av Richard Slater och musik av Herbert Booth.

## Publicerad i
- Frälsningsarméns sångbok 1968 som nr 437 under rubriken "Strid Och Verksamhet - Kamp och seger".
- Frälsningsarméns sångbok 1990 som nr 604 under rubriken "Strid och kallelse till tjänst".